# Clarksville (Teksas)
Clarksville – miasto w Stanach Zjednoczonych, w stanie Teksas, w hrabstwie Red River. W 2000 roku liczyło 3 883 mieszkańców.